# Sesecapa
Sesecapa es una localidad del estado mexicano de Chiapas. Es parte del municipio de Mapastepec.

## Demografía
| Gráfica de evolución demográfica |
|                                  |

| Censo | Población |
| ----- | --------- |
| 1921  | 167       |
| 1930  | 201       |
| 1940  | 363       |
| 1950  | 123       |
| 1960  | 50        |
| 1970  | 3         |
| 1980  | 64        |
| 1990  | 2 054     |
| 2000  | 2 189     |
| 2010  | 2 143     |
| 2020  | 2 406     |